# Міжнародний полярний рік
Міжнаро́дний поля́рний рік (МПР)  — комплексні дослідження полярних областей Землі та окремих гірських льодовикових районів.
- 1-й МПР: серпень 1882 — серпень 1883;

- 2-й МПР: серпень 1932 — серпень 1933;

- 3-й МПР: У 1957—1958 рр. дослідження проведені в рамках Міжнародного геофізичного року (МГР).

- 4-ий Міжнародний полярний рік 2007—2008 (англ. International Polar Year 2007—2008) був присвячений 75-річчю з часу проведення II-го Міжнародного полярного року (1932—1933 рр.) і 50-річчю Міжнародного геофізичного року (1957—1958 рр.). Його проведення було обумовлено тим, що за цей час постала необхідність накопичення нових даних про процеси, якими характеризуються сучасні зміни навколишнього середовища полярних регіонів, а також уяснення того, що полярні регіони є динамічними і надзвичайно вразливими компонентами планети; в них спостерігаються істотні зміни навколишнього природного середовища; сконцентровано важливу інформацію про минуле Землі та можливе проведення унікальних досліджень Землі та геокосмосу. Полярні регіони у сучасних умовах набувають особливого значення в сфері економіки та геополітики.[3]Радянські поштові марки 1932 р. присвячені 2-ому МПРу

## Участь України
Національний антарктичний науковий центр, НАНЦ (англ. National Antarctic Scientific Center of Ukraine, NASC) був визначений головною установою Української ініціативної групи (англ. IPY Ukraine IPY Initiative Group) за проведення Міжнародного полярного року 2007—2008

## Проєкти МПР від України
В проєктах Міжнародного полярного року 2007—2008 брали участь наукові установи України:
- Інститут біології південних морів імені О. О. Ковалевського НАН України — проєкт № 1159 «Популяція крилю та інших компонентів пелагічної спільноти атлантичної частини Антарктики та оцінка зв'язку цих змін з глобальними кліматичними змінами Землі»;
- Інститут геологічних наук НАН України — проєкт № 1160 «Дослідження внутрішньої будови Землі й створення електронного атласу Антарктики на основі використання методу гравіметричної томографії»;
- Інститут геофізики імені С. І. Субботіна НАН України — проєкти: № 1157 «Структура літосфери Західної Антарктики за комплексом геолого-геофізичних даних»; № 1165 «Геоелектрична модель Антарктичного півострова та прилеглих регіонів»;
- Інститут мікробіології і вірусології імені Д. К. Заболотного НАН України — проєкти: № 1152 «Комплексне вивчення антарктичної біоти»; № 1162 «Структурно-функціональна характеристика мікробних ценозів в Антарктиді. Вивчення ролі мікроорганізмів в біохімічних циклах елементів»; № 1164 «Розробка і впровадження нових природоохоронних біотехнологій в Антарктиці»;
- Інститут фізіології імені О. О. Богомольця НАН України — проєкт № 1167 «Розробка нових методичних та психофізіологічних технологій збереження здоров'я і працездатності учасників експедиції в Антарктиці»;
- ЗАТ «ЕСОМ» — проєкт № 1163 «Створення геоінформаційної системи Західного регіону Антарктики»;
- Київський національний університет імені Тараса Шевченка — проєкти № 1161 «Пошук найбільш ефективного продуцента меланіну в Антарктиді та дослідження його функціональних властивостей» та № 1166 «Динаміка озонового шару та зміни клімату»;
- Міжгалузевий НДІ проблем фізичного моделювання режимів польоту літаків — проєкт № 1156 «Дослідження полярних геосфер за допомогою аерокосмічних засобів»;
- Національний антарктичний науковий центр — проєкти: № 1153 «Створення бази даних з наукових досліджень в Антарктиці»; № 1158 «Моніторинг сейсмоакустичного, геополяритонного, геомагнітного полів, еманації радону для прогнозування землетрусів і дослідження природи енергетичних процесів в ядрі, мантії та корі Землі»;
- Одеський національний політехнічний університет — проєкт № 1155 «Розробка енергобалансової моделі глобального клімату Землі на основі моніторингу параметрів антарктичної атмосфери (аерозоль, озон), космічних променів, хмароутворення та моніторингу космічних променів надвисоких енергій (>1020 eB)»;
- Український науково-дослідний гідрометеорологічний інститут — проєкт № 1151 «Аналіз перетворення великомасштабних атмосферних процесів тропосфери Південної півкулі в результаті глобального потепління для розробки фізико-статистичних методів прогнозу погоди на Антарктичному півострові».[6]